# La Vie pure
Pour plus de détails, voir Fiche technique et Distribution.
La Vie pure est un drame biographique français réalisé par Jeremy Banster et sorti en 2014.

## Synopsis
L'histoire est inspirée de la vie et des écrits de Raymond Maufrais, jeune explorateur français disparu en 1950 en Guyane.

## Fiche technique
- Titre : La Vie pure
- Réalisation : Jeremy Banster
- Scénario : Jeremy Banster et Stany Coppet
- Musique : Nathaniel Méchaly
- Montage : Fabien Montagner
- Photographie : Rudy Harbon et Jean-Christophe Beauvallet
- Costumes : Sophie Puig
- Décors : Pierre-François Limbosch
- Conseiller historique : Geoffroi Crunelle
- Producteur : Olivier Compère
- Production : Cantina Studio
- Distribution : Panoceanic Films
- Pays d'origine :  France
- Durée : 93 minutes
- Genre : drame biographique
- Dates de sortie : 
  -  France : 25 novembre 2015

## Distribution
- Stany Coppet : Raymond Maufrais
- Aurélien Recoing : Edgar Maufrais
- Elli Medeiros : Marie-Rose Maufrais
- Daniel Duval : Tonton
- Alex Descas : Léon-Gontran Damas
- Jeremy Banster : M. Bernard
- Marie-Gaëlle Cals : Mme Bernard
- Barbara Cabrita : Jeanne
- Peter Mansfield : Clive
- Sébastien Lalanne : Paul

## Distinctions

### Nominations
- 21e cérémonie des prix Lumières 2016 : nominations pour les :
  - Prix Heike Hurst du meilleur premier film
  - Prix Lumières du meilleur espoir masculin pour Stany Coppet